# Ferrobustamite
La ferrobustamite è un minerale.